# FK Dinamo 1923 Bereg
Dinamo 1923, odnosno FK Dinamo 1923 Bački Breg, je nogometni klub iz Berega (srpski Бачки Брег / Bački Breg), općina Sombor, Zapadnobački okrug, Vojvodina, Republika Srbija. 
 
U sezoni 2017./18. klub se natječe u  MFL Sombor – 1. razred, ligi šestog ranga nogometnog prvenstva Srbije. 

## O klubu
Nogometni klub u Beregu je osnovan 1923. godine pod nazivom "Fiskulturno društvo". Klub mijenja naziv u "Dinamo" 1947. godine. 
 Klub se uglavnom najecao u ligama na području Sombora. 2010. godine se klub privremeno gasi, te se ne natječe. 2016. godine dolazi do obnove kluba pod nazivom "Dinamo 1923". 

## Pregled po sezonama
| sezona                | rang lige          | liga                                              | poz.               | klubova u ligi     | ut                 | pob                | ner                | por                | gol+               | gol-               | bod                | napomene               | izvori |
| Dinamo                | Dinamo             | Dinamo                                            | Dinamo             | Dinamo             | Dinamo             | Dinamo             | Dinamo             | Dinamo             | Dinamo             | Dinamo             | Dinamo             | Dinamo                 | Dinamo |
| --------------------- | ------------------ | ------------------------------------------------- | ------------------ | ------------------ | ------------------ | ------------------ | ------------------ | ------------------ | ------------------ | ------------------ | ------------------ | ---------------------- | ------ |
| 2006./07.             |                    | Međuopćinska liga Sombor                          | 2.                 |                    |                    |                    |                    |                    |                    |                    |                    |                        | [ 1 ]  |
| 2007./08.             |                    | Područna liga Sombor                              |                    |                    |                    |                    |                    |                    |                    |                    |                    |                        | [ 1 ]  |
| 2008./09.             |                    |                                                   |                    |                    |                    |                    |                    |                    |                    |                    |                    |                        |        |
| 2009./10.             |                    |                                                   |                    |                    |                    |                    |                    |                    |                    |                    |                    |                        |        |
| 2010./11.             | VI.                | Međuopćinska liga Sombor – Apatin – Kula – Odžaci | 14.                | 14                 |                    |                    |                    |                    |                    |                    |                    | odustali od natjecanja | [ 2 ]  |
| 2011./12. – 2015./16. | klub se ne natječe | klub se ne natječe                                | klub se ne natječe | klub se ne natječe | klub se ne natječe | klub se ne natječe | klub se ne natječe | klub se ne natječe | klub se ne natječe | klub se ne natječe | klub se ne natječe | klub se ne natječe     |        |
| Dinamo 1923           |                    |                                                   |                    |                    |                    |                    |                    |                    |                    |                    |                    |                        |        |
| 2016./17.             | VII.               | MFL Sombor 2. razred                              | 4.                 | 11                 | 18                 | 10                 | 3                  | 5                  | 43                 | 28                 | 33                 |                        | [ 3 ]  |
| 2017./18.             | VI.                | MFL Sombor 1. razred                              | 12.                | 12                 | 22                 | 3                  | 5                  | 14                 | 23                 | 68                 | 14                 |                        | [ 4 ]  |

## Poveznice
- Bereg
- FK Dinamo Bački Breg, facebook stranica
- srbijasport.net, Dinamo 1923 Bački Breg, profil kluba
- srbijasport.net, Dinamo 1923 Bački Breg, rezultati po sezonama